# Дженніфер Гадсон
Дже́нніфер Кейт Га́дсон (англ. Jennifer Hudson; нар. 12 вересня 1981 року, Чикаго, США), також відома під псевдонімом Джей Гад, — американська співачка, акторка, продюсерка та ведуча ток-шоу. Здобула народну популярність у 2004 як фіналістка третього сезону шоу American Idol, посівши сьоме місце, перед тим, як дебютувати як акторка з роллю Еффі Вайт у кінофільмі Dreamgirls («Дівчата мрії»), що приніс їй 29 різних нагород, включаючи премію «Оскар» за найкращу жіночу роль другого плану.
Протягом своєї кар'єри вона отримала різні нагороди за свої роботи в музиці, кіно, на телебаченні та в театрі. Гадсон стала наймолодшою жінкою і другою афроамериканкою, яка отримала всі чотири головні американські нагороди в галузі розваг: Еммі, Греммі, Оскар і Тоні (EGOT). У 2013 році вона отримала зірку на Голлівудській алеї слави. Журнал Time назвав її однією зі 100 найвпливовіших людей світу у 2020 році.
Після підписання контракту з Arista Records Гадсон випустила свій однойменний дебютний студійний альбом у 2008 році, який був сертифікований як Золотий у США і Сполученому Королівстві та отримав премію Греммі за найкращий R&B-альбом.
Наступні студійні альбоми Гадсон, I Remember Me (2011) та JHUD (2014), увійшли до першої десятки чарту Billboard 200, причому перший з них був також сертифікований як Золотий у США. Серед інших її акторських ролей — фільми "Секс і місто (2008), «Таємне життя бджіл» (2008), «Вінні Мандела» (2011), «Чорне Різдво» (2013), "Співай " (2016), «Кішки» (2019) і "Повага " (2021), телевізійні серіали «Успіх» (2012), Імперія (2015) і «Конфірмація» (2016), а також дебют на Бродвеї з мюзиклом «Пурпурний колір». Гадсон також брала участь як тренерка у британській та американській версіях Voice (Голос країни) з 2017 по 2019 рік, ставши першою жінкою-тренером, яка перемогла в першій з них. У 2022 році вона почала вести ток-шоу «Шоу Дженніфер Гадсон».

## Життєпис

### Раннє життя
Гадсон народилася 12 вересня 1981 року в Чикаго, штат Іллінойс. Вона є третьою і наймолодшою дитиною Дарнелл Донерсона і Семюеля Сімпсона. Вона виросла в баптистській сім'ї в Енглвуді і відвідувала професійно-технічну школу Данбар, яку закінчила в 1999 році. Вона називає Вітні Х'юстон, Арету Франклін та Патті ЛаБелль своїми найбільшими авторитетами та джерелами натхнення. Вона також вважає Мерайю Кері одним зі своїх музичних «героїв». У віці 7 років вона почала виступати, співаючи в церковному хорі та граючи в місцевому театрі з допомогою своєї покійної бабусі по материнській лінії, Джулії. Вона вступила до Ленгстонського університету, але покинула його після семестру через тугу за домівкою та незадоволення погодою, і вступила до коледжу Кеннеді-Кінг.
У січні 2002 року Гадсон підписала свій перший контракт на запис з Righteous Records, незалежним чиказьким лейблом звукозапису. Її звільнили від п'ятирічного контракту з Righteous Records, щоб вона змогла взяти участь у шоу American Idol у 2004 році.

## Кар'єра

### 2004–05:American Idol
Гадсон пройшла прослуховування для третього сезону American Idol в Атланті. Після того, як вона розповіла, що останні кілька місяців співала на круїзних лайнерах Disney Cruise Lines (на борту Disney Wonder) в ролі однієї з муз з «Геркулеса», суддя Ренді Джексон сказав їй: «Ми очікуємо від вас більшого, ніж просто виступ на круїзному лайнері». Гадсон отримала найбільшу кількість голосів у «Топ-9» після виконання пісні Елтона Джона «Circle of Life» 6 квітня 2004 року, але через два тижні вона вибула з шоу «Топ-7» після виконання пісні Баррі Манілова «Weekend in New England». У травні 2009 року MTV назвав Гадсон шостою найкращою учасницею в історії American Idol і зазначив, що її виліт був найбільш шокуючим за всі часи. У травні 2010 року газета Los Angeles Times назвала Гадсон третьою найвидатнішою учасницею Idol в історії шоу, випередивши переможницю першого сезону Келлі Кларксон і переможницю четвертого сезону Керрі Андервуд відповідно.

#### Виступи
| Тематичний тиждень         | Пісня заспівана                  | Художник                    |
| -------------------------- | -------------------------------- | --------------------------- |
| Прослуховування            | Поділіться своєю любов'ю зі мною | Арета Франклін              |
| Півфінал                   | Imagine                          | Джон Леннон                 |
| Wild Card                  | Я вірю в тебе і себе             | The Four Tops Вітні Х'юстон |
| Топ 12 Тиждень соул-музики | Baby, I Love You                 | Арета Франклін              |
| Топ 11 Тиждень країни      | Більше нікого на землі           | Вайнонна Джад               |
| Топ 10 Motown Week         | (Love Is Like A) Хвиля спеки     | Марта і Ванделла            |
| Топ 9 Пісні Елтона Джона   | Коло життя                       | Елтон Джон                  |
| Топ 8 Пісні кіно           | Я нічого не маю з Охоронця       | Вітні Г'юстон               |
| Топ 7 Пісні Баррі Манілова | Вихідні в Новій Англії           | Баррі Манілов               |

### 2006–07:Дівчата мріїта прорив
В одному з перших своїх записів Гадсон заспівала дуетом «The Future Ain't What It Used to Be» на альбомі пісні «Bat Out of Hell III: The Monster Is Loose» гурту Meat Loaf . У вересні 2006 року Гадсон виконала пісню «Over It» у прямому ефірі Fox Chicago Morning News. В інтерв'ю вона заявила, що ця пісня увійде до її дебютного альбому, який вийде на початку 2007 року, але це було до того, як вона підписала контракт зі звукозаписною компанією. У листопаді 2006 року Гадсон підписала контракт із лейблом Arista Records. Вона також записала пісню, написану у співавторстві з Біллом Грейнером та Ерлом Пауеллом, під назвою «Stand Up», яка була доступна для попереднього прослуховування на її фан-сайті. Продюсерами треку виступили уродженці Чикаго Пауелл і Герман Літтл III, які також зробили аранжування пісні. Пізніше пауер-балада увійде до делюксового видання однойменного альбому Гадсон як бонус-трек.
У листопаді 2005 року Гадсон отримала роль Еффі Вайт для екранізації мюзиклу «Дівчата мрії», де також зіграли Джеймі Фокс, Бейонсе та Едді Мерфі. Ця роль стала дебютною роботою Гадсон на екрані. Вона перемогла сотні професійних співачок та акторок, серед яких була і Фантазія Барріно. Зйомки «Дівчат мрії» розпочалися 9 січня 2006 року, фільм вийшов в обмежений прокат 25 грудня 2006 року, а в національний — 12 січня 2007 року. Гадсон здобула особливу похвалу за приголомшливе виконання на екрані хіта «And I Am Telling You I'm Not Going», коронної пісні ролі, яка була записана раніше і вже набула статусу музичного стандарту завдяки остаточному виконанню Дженніфер Холідей. New York Observer описав виконання пісні Гадсон як «п'ять медоточивих, мольто вібрато хвилин, які несподівано вивели пані Гадсон… на перше місце серед претенденток на премію „Оскар“ за найкращу жіночу роль другого плану». Newsweek писав, що коли глядачі почують, як Гадсон співає цю пісню, то «мурашки по шкірі побіжать по всій землі». Журнал Variety писав, що виконання Гадсон «нагадує дебюти Барбри Стрейзанд у Funny Girl або Бетт Мідлер у фільмі „Троянда“, з голосом, схожим на голос молодої Арети». Пісня «Love You I Do» у 2007 була номінована на премію «Оскар» році за найкращу оригінальну пісню і отримала премію «Греммі» у 2008 році за найкращу пісню, написану для кіно, телебачення або інших візуальних засобів масової інформації.
У ролі Еффі Вайт Гадсон отримала 29 нагород від кінокритиків як найкраща акторка другого плану та проривна виконавиця 2006 року. Вона отримала премію «Золотий глобус» як найкраща акторка другого плану. Крім того, вона була названа найкращою акторкою другого плану Асоціацією кінокритиків телерадіомовлення, а також Гільдією кіноакторів. Після перегляду гри Гадсон у «Дівчатах мрії» Саймон Коуелл записав для неї вітальне послання, яке прозвучало в ефірі «Шоу Опри Вінфрі». У березневому випуску 2007 року Дженніфер Гадсон стала третьою афроамериканською знаменитістю і першою афроамериканською співачкою, яка прикрасила обкладинку журналу Vogue. 11 лютого 2007 року в Лондоні відбулася 60-та церемонія вручення нагород Британської кіноакадемії, але Гадсон не прийшла на неї, щоб отримати нагороду BAFTA за найкращу жіночу роль другого плану. Нагорода BAFTA пропала, і Гадсон отримала її лише 22 квітня 2011 року, коли вона була вручена їй на шоу Грема Нортона. 25 лютого 2007 року вона отримала премію «Оскар» за найкращу жіночу роль другого плану за роль у фільмі. Пізніше в 2007 році мер її рідного міста, Чикаго, Річард М. Дейлі, оголосив 6 березня «Днем Дженніфер Гадсон». Вона була запрошена до Академії кінематографічних мистецтв і наук 18 червня, разом з 115 іншими особами на 2007 рік. Журнал Entertainment Weekly включив її виступ до свого списку «найкращих» наприкінці десятиліття, зазначивши: «Звичайно, виступ Бейонсе був чудовим. І виступ Едді Мерфі був вражаючим. Але насправді була лише одна причина, чому ми всі поспішали на „Дівчат мрії“ 2006 року: Дженніфер Гадсон проникливо виконала класичну пісню „And I'm Telling You I'm Not Going“ („І я кажу тобі, що я не піду“). Коли вона співала „You're gonna love me“, це були не просто слова — це був факт.»

## Вибіркова фільмографія
| Рік  |    | Українська назва   | Оригінальна назва       | Роль                            |
| ---- | -- | ------------------ | ----------------------- | ------------------------------- |
| 2006 | ф  | Дівчата мрії       | Dreamgirls              | Еффі Вайт                       |
| 2008 | ф  | Секс і місто       | Sex and the City        | Луїза                           |
| 2008 | ф  | Таємне життя бджіл | The Secret Life of Bees | Розалін Дейзі                   |
| 2011 | ф  | Вінні Мандела      | Winnie Mandela          | Вінні Мандела                   |
| 2012 | ф  | Три телепні        | The Three Stooges       | Сестра Розмарі                  |
| 2015 | ф  | Чірак              | Chi-Raq                 | Ірен                            |
| 2016 | мф | Співай             | Sing                    | молода Нана Нудлман (озвучення) |
| 2019 | ф  | Кішки              | Cats                    | Грізабелла                      |
| 2021 | ф  | Повага             | Respect                 | Арета Франклін                  |

## Дискографія
- 2008: Jennifer Hudson
- 2011: I Remember Me